# Cody Whitehair
Cody Michael Whitehair (Kearney, 11 luglio 1992) è un giocatore di football americano statunitense che milita nel ruolo di offensive guard per i Las Vegas Raiders della National Football League (NFL).

## Biografia

### Chicago Bears
Al college, Whitehair giocò a football coi Kansas State Wildcats dal 2011 al 2015, divenendo titolare a partire dal 2012. Fu scelto nel corso del secondo giro (56º assoluto) del Draft NFL 2016 dai Chicago Bears. Debuttò come professionista partendo come titolare nella gara del primo turno persa contro gli Houston Texans. A fine stagione fu inserito nel Professional Football Writers of America (PFWA) All-Rookie Team.
Nel 2018 Whitehair giocò tutti gli snap d'attacco dei Bears, venendo convocato per il suo primo Pro Bowl al posto dell'infortunato Max Unger, diventando il primo centro dei Bears a giocare in un Pro Bowl da Olin Kreutz.
Il 1º settembre 2019 Whitehair firmò un'estensione contrattuale quinquennale da 52,5 milioni di dollari, di cui 27,5 milioni garantiti.
Nella gara della settimana 4 della stagione 2022 Whitehair si infortunó ad un ginocchio venendo inserito in lista riserve/infortunati dal 5 ottobre al 4 novembre 2022.
Il 15 febbraio 2024 Whitehair fu svincolato dai Bears.

### Las Vegas Raiders
Il 15 aprile 2024 Whitehair firmò da free agent un contratto annuale con i Las Vegas Raiders.

## Palmarès
- Convocazioni al Pro Bowl: 1

2018
- PFWA All-Rookie Team - 2016

## Statistiche

### Stagione regolare
| Stagione | Stagione | Stagione | Stagione |
| Anno     | Squadra  | P        | PT       |
| -------- | -------- | -------- | -------- |
| 2016     | CHI      | 16       | 16       |
| 2017     | CHI      | 16       | 16       |
| 2018     | CHI      | 16       | 16       |
| 2019     | CHI      | 16       | 16       |
| 2020     | CHI      | 14       | 14       |
| 2021     | CHI      | 17       | 17       |
| 2022     | CHI      | 12       | 12       |
| 2023     | CHI      | 17       | 11       |
| Totale   | Totale   | 124      | 118      |

### Play-off
| Stagione | Stagione | Stagione | Stagione |
| Anno     | Squadra  | P        | PT       |
| -------- | -------- | -------- | -------- |
| 2018     | CHI      | 1        | 1        |
| 2020     | CHI      | 1        | 1        |
| Totale   | Totale   | 2        | 2        |

Fonte: Football Database